# Diane di Prima
Diane Di Prima (6. srpna 1934, New York, New York, USA – 25. října 2020, San Francisco, Kalifornie) byla americká básnířka, která se stala asi nejvýznamnější ženou mezi beatniky.
Narodila se v newyorském Brooklynu a psát začala již ve svých sedmi letech. Ve čtrnácti se pak rozhodla, že svůj život zasvětí poezii. Než se v roce 1953 ve svých devatenácti letech přestěhovala na Lower East Side na Manhattanu, studovala rok a půl na soukromé umělecké škole Swarthmore college.
Na Manhattanu žila řadu let a stala se zde uznávanou členkou beatnického hnutí. Poté se na nějakou dobu přesunula do Kalifornie a po krátkém návratu do New Yorku se nastálo usadila v San Francisku.
Stala se osobností, jež spojovala beatnické hnutí s hippies a umělce z východního pobřeží USA s jejich kolegy ze západního pobřeží. Znala se s mnoha významnými literárními osobnostmi, jako byli Ezra Pound, Allen Ginsberg, Jack Kerouac, Gregory Corso, Peter Orlovsky či Freddie Herko. Stala se spoluzakladatelkou New York Poets Theatre a strávila nějakou dobu s prorokem LSD Timothym Learym.
V Kalifornii se začala zabývat buddhismem, studovala sanskrt a zajímala se i o alchymii. Tyto vlivy lze najít i v jejím díle. Celkem vydala 35 básnických sbírek (43 dle její online bibliografie) a její díla byla přeložena do nejméně dvaceti jazyků. V současné době přednáší na vysokých školách.
Byla matkou pěti dětí.

## V češtině vydáno
- Čas Beatniků (Pragma, Praha, 1996)
- Střípky písně (autorčin výběr básní a krátkých textů) (Maťa, Praha, 2004)